# Bosbok
De bosbok (Tragelaphus scriptus) is een middelgrote antilope die voorkomt in bossen en struikgebieden in centraal en zuidelijk Afrika. De bosbok is nauw verwant aan de sitatoenga en de bongo. Het is een algemene soort, die zich vrij goed kan aanpassen aan veranderende omstandigheden.

## Beschrijving
De vachtkleur varieert van lichtbruin via roodbruin tot donkerbruin. Vrouwtjes en kalfjes hebben over het algemeen een lichtere vachtkleur, vaak rood, mannetjes zijn meestal donkerder. Naarmate mannetjes ouder worden, worden ze donkerder. Op het lichaam, voornamelijk op de rug en de achterzijde, lopen witte verticale strepen (maximaal zeven) en witte stippen. De kop is vaak lichter van kleur. Over de snuit loopt een zwarte streep, en op de wang en de oren zit een witte vlek. De bosbok heeft een brede pluimstaart. Deze is aan de onderzijde wit en aan de punt zwart. Een korte, dunne, bleke maan van langer haar loopt over het algemeen over de rug, van de schouders tot de staart. Bij het mannetje is de buik donker van kleur. Boven de zwarte hoeven zitten witte strepen. Enkel de mannetjes hebben hoorns. Deze hebben een lengte van 25 tot 57 cm en zijn bijna recht, met een enkele draai (soms twee).
De bosbok heeft een kop-romplengte van 105 tot 150 cm, een schouderhoogte van 61 tot 100 cm en een lichaamsgewicht tussen de 24 de 80 kg (afhankelijk van geslacht en ondersoort). Mannetjes zijn groter dan vrouwtjes. Mannetjes wegen tussen de 30 en 80 kg, vrouwtjes tussen de 24 en 60 kg.

## Leefgebied
De bosbok komt voor in lichte tot dichte vegetatie, variërend van struikgewas tot open bos en van dichte wouden tot rietvelden. De bosbok weet zelfs te overleven in landbouwgebieden. Hij heeft een voorkeur voor bosranden en gebieden met dicht struweel, het liefst in de buurt van water, maar hij kan overleven op dauw. De bosbok leeft in bijna geheel Afrika ten zuiden van de Sahara. Hij ontbreekt enkel in de al te droge streken in het zuidwesten en het noordoosten. De bosbok kan tot 3000 m hoogte in Oost-Afrikaanse bergen gevonden worden.

## Leefwijze
De bosbok eet een grote variatie aan plantaardig voedsel, hoofdzakelijk gras, kruiden uit de vlinderbloemenfamilie, bladeren en scheuten, maar hij vult zijn dieet aan met ander materiaal als plantenwortels, knollen, landbouwgewassen en vruchten. Hij volgt ook bavianen en andere apen, zodat hij kan eten van de vruchten die deze dieren laten vallen. De bosbok is zowel 's nachts als overdag actief, maar in de buurt van door mensen bewoonde gebieden is hij overwegend 's nachts actief. Hij rust in dichte vegetatie.
De bosbok leeft solitair of in paren. Soms leeft hij in kleine familiegroepjes. Het woongebied van een bosbok kan een oppervlakte van soms wel 50.000 vierkante meter beslaan. De woongebieden overlappen vaak met die van soortgenoten. Een bosbok is niet territoriaal. Tussen mannetjes bestaat een hiërarchie, bepaald door leeftijd (af te lezen aan de kleurpatronen) en door testosteron-opwellingen.

## Voortplanting
Één jong wordt geboren na een draagtijd van ongeveer zes maanden. Het kalf blijft de eerste vier weken verborgen in het struikgewas. Na een jaar is het zelfstandig en volgroeid. De hoorns van een mannetje zijn echter pas na drie jaar volgroeid. Een bosbok kan maximaal twaalf jaar oud worden.

## Taxonomie
Van de bosbok worden de volgende ondersoorten onderscheiden, verdeeld in drie groepen:
- decula-groep
  - Abbesijnse bosbok (T. s. decula)
  - T. s. meneliki
- scriptus-groep
  - T. s. bor
  - T. s. knutsoni
  - T. s. scriptus
- sylvaticus-groep
  - T. s. fasciatus
  - Chobebosbok (T. s. ornatus)
  - Zuid-Afrikaanse bosbok (T. s. sylvaticus)

## Afbeeldingen

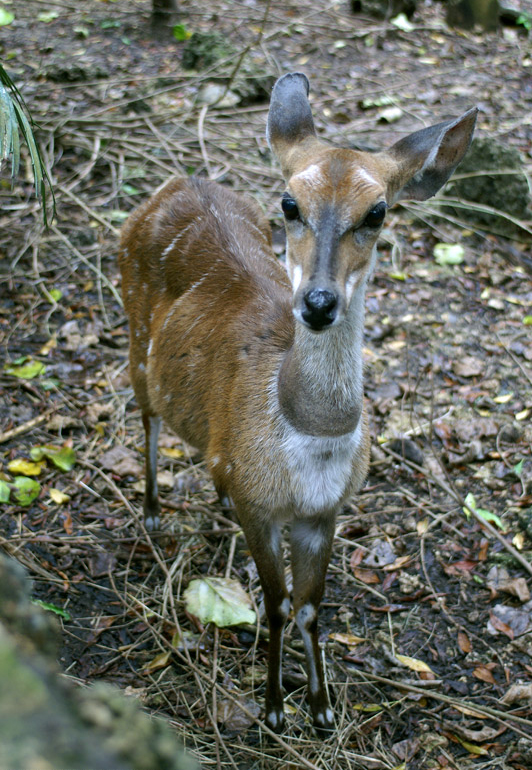
Bosbok vrouwtje in Kenia.
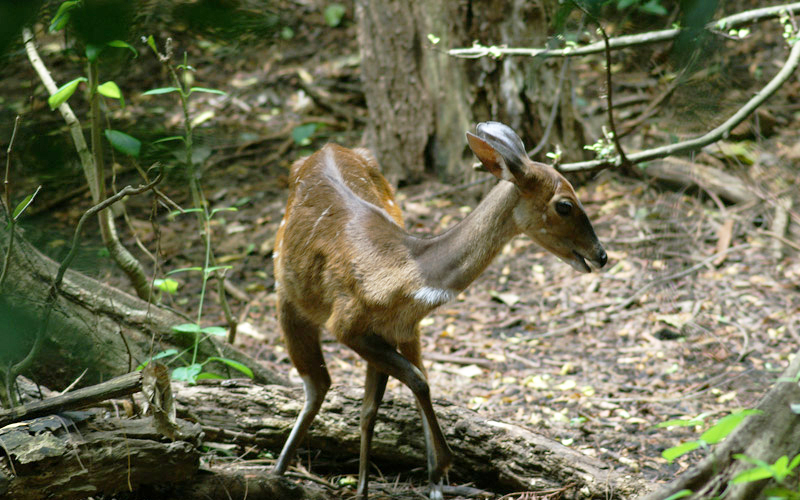
Bosbok vrouwtje in Kenia.
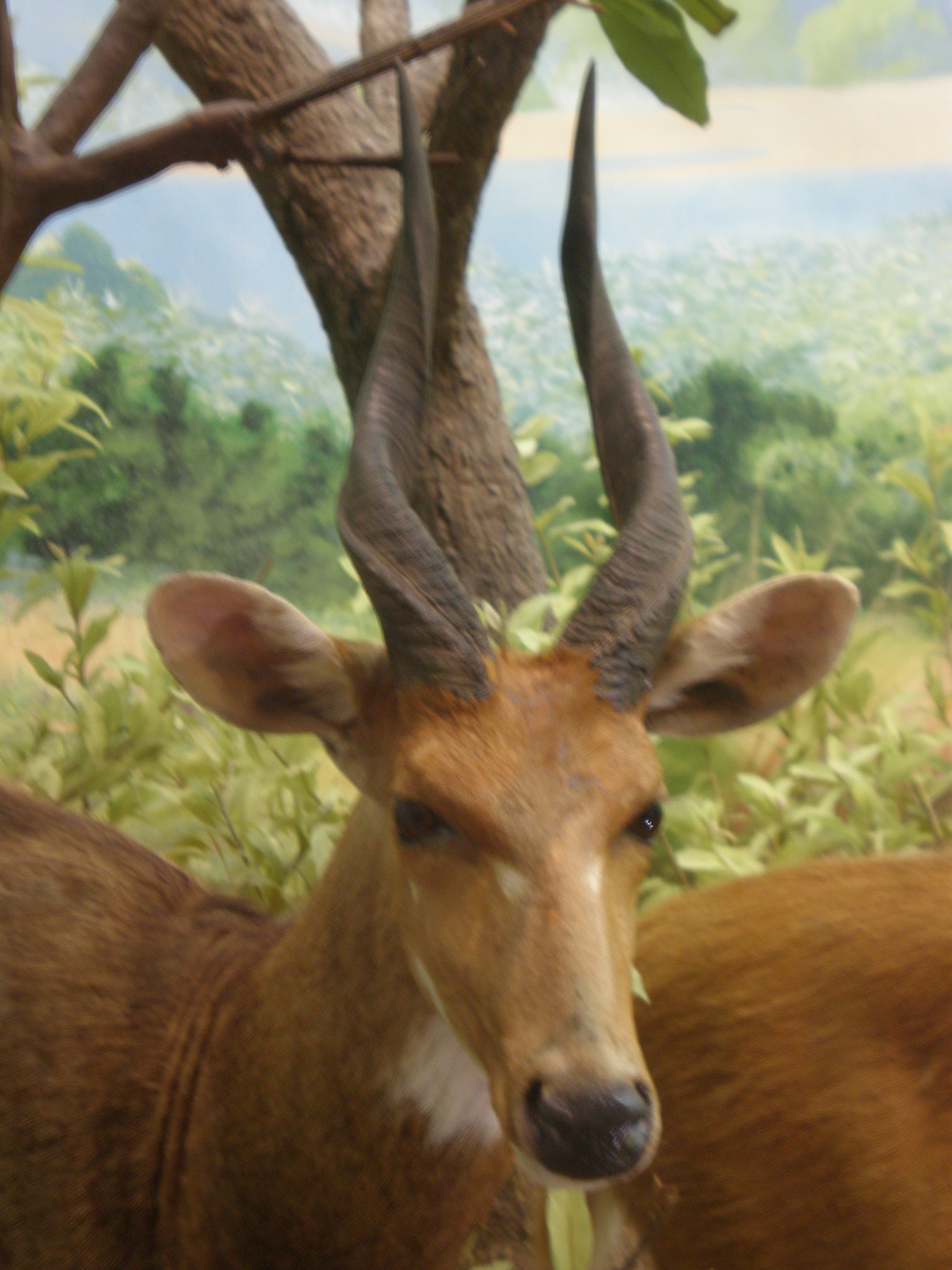
Bosbok mannetje in de African Hall of the Kimball Natural History Museum
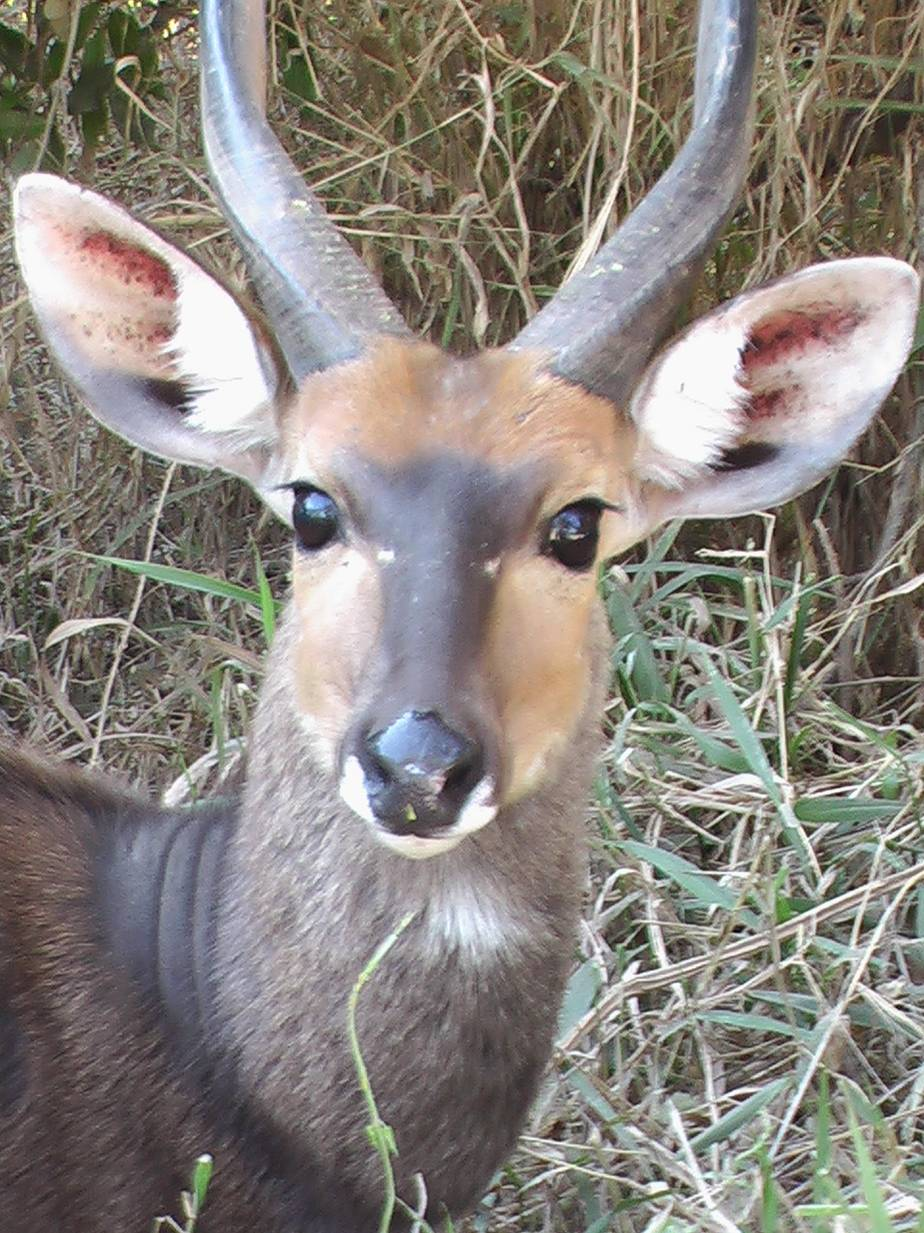
Bosbok mannetje in Kruger National Park, Zuid-Afrika